# Asiatiska mästerskapen i fäktning
Asiatiska mästerskapen i fäktning är ett kontinentalt mästerskap i fäktning som arrangeras av Fencing Confederation of Asia. Den första upplagan arrangerades 1973, men mästerskapet fortsatte sedan inte förrän 1989.

## Upplagor
| Nr | År   | Värd                                         |
| -- | ---- | -------------------------------------------- |
| –  | 1973 | Teheran, Iran                                |
| 1  | 1989 | Peking, Kina                                 |
| 2  | 1991 | Kuala Lumpur, Malaysia                       |
| 3  | 1993 | Tokyo, Japan                                 |
| 4  | 1995 | Seoul, Sydkorea                              |
| 5  | 1997 | Teheran, Iran (herrar) Nanjing, Kina (damer) |
| 6  | 1999 | Nanjing, Kina                                |
| 7  | 2001 | Bangkok, Thailand                            |
| 8  | 2003 | Chiang Mai, Thailand                         |
| 9  | 2004 | Manila, Filippinerna                         |
| 10 | 2005 | Kota Kinabalu, Malaysia                      |
| 11 | 2007 | Nantong, Kina                                |
| 12 | 2008 | Bangkok, Thailand                            |
| 13 | 2009 | Doha, Qatar                                  |
| 14 | 2010 | Seoul, Sydkorea                              |
| 15 | 2011 | Seoul, Sydkorea                              |
| 16 | 2012 | Wakayama, Japan                              |
| 17 | 2013 | Shanghai, Kina                               |
| 18 | 2014 | Suwon, Sydkorea                              |
| 19 | 2015 | Singapore                                    |
| 20 | 2016 | Wuxi, Kina                                   |
| 21 | 2017 | Hongkong                                     |
| 22 | 2018 | Bangkok, Thailand                            |
| 23 | 2019 | Chiba, Japan                                 |
| 24 | 2022 | Seoul, Sydkorea                              |
| 25 | 2023 | Wuxi, Kina                                   |
| 26 | 2024 | Kuwait, Kuwait                               |
| 27 | 2025 | Bali, Indonesien                             |